# Spící psi
Spící psi (v anglickém originále Sleeping Dogs) je epizoda seriálu Star Trek: Enterprise. Jde o čtrnáctý díl první řady pátého seriálu ze světa Star Treku.

## Děj
Enterprise narazila na plynového obra třídy 9. Kapitán si myslí, že taková velikost stojí za trochu pozornosti. T'Pol také detekuje v atmosféře cizí loď a známky života. Proto se výsadek ve složení T'Pol, Reed a Hoshi vydává na loď, aby její posádce případně pomohli dostat se pryč. Neustále se totiž propadají a raketoplán má nejvýše hodinu času, neboť potom už by nebyl schopen snášet stále se zvyšující tlak. Vůbec přítomnost Reeda a Hoshi ve výsadku není samozřejmá – Reed letí přes to, že má silnou rýmu a Hoshi zase přestala mít strach ze skafandru a o účast na misi přímo žádala, což by ji dříve ani nenapadlo.
Na lodi Hoshi zjistila, že je klingonská a divila se, že to ostatní nepoznali už podle jejího tvaru. Našli některé členy posádky, ale byli v bezvědomí. T'Pol zjistila zbytkové množství neurotoxinu, které je asi omámilo. Jedna klingonka ale přepadla Reeda a uletěla s raketoplánem. Enterprise ho sice harpunami přitáhla zpátky, ale už nezbyl čas dostat výsadek z lodi. Kapitán se proto rozhodl letět za nimi s Enterprise. Loď však nevydržela takový tlak, takže se museli vrátit a výsadek musí zprovoznit motory klingonské lodi, aby se sami dostali ven. Zjišťují, že je poškozen levý fúzní vstřikovač a snaží se ho najít. Na Enterprise zatím přišel Trip na to, jak vylepšit raketoplán natolik, aby snesl ten tlak.
Kapitán dostal z klingonky, že posádka pila xarantinské pivo, protože útočili na jejich loď a jako vítěznou kořist to pivo vypili. Bylo totiž otrávené. Podařilo se mu ji přemluvit, že uzdraví její posádku, aby nezemřela potupnou smrtí, ale ona musí pomoci loď opravit. Reed zatím na klingonské lodi vystřeluje torpéda, aby je jejich šoková vlna vynesla výš, ale natrvalo je to neudrží. To už ale dorazil vylepšený raketoplán s klingonkou a léky na palubě. Uzdravili posádku a vrátili se s výsadkem zpátky. Tato klingonká loď, Raptor, jim však po chvíli vyhrožovala kapitulací, ale vzhledem k Raptorovu mizernému stavu kapitán potupně klingony poslal domů.
T'Pol, Hoshi a Reed poté museli strávit dobu v dekontaminační komoře. Když už je chtěl doktor poslat ven, T'Pol ho přemluvila, že ji bolí hlava, aby radši testy zopakoval. Výsadek si totiž hrozně užíval pocitu čistoty, který na klingonské lodi nemohl nikdy být. Je zajímavé, že T'Pol dokonce lhala (hlava ji určitě nebolela), k čemuž se jako Vulkánec nikdy předtím nesnížila.